# Sultan Khan
Malik Mir Sultan Khan (pandžábsky a urdsky میاں سلطان خان) (1905 – 25. dubna 1966) byl nejsilnějším asijským šachovým mistrem své doby. Spolu s plukovníkem Umarem Hayatem Khanem odcestoval z britské Indie do Británie, kde porážel tehdejší mistry. V mezinárodní šachové kariéře kratší než pět let (1929–1933) vyhrál celkem tři šachové britské šampionáty ze čtyř (1929, 1932, 1933). Jeho výsledky byly takové, že jej zařadily mezi 10 nejlepších hráčů světa. Sir Umar ho poté přivedl zpět do vlasti, kde přestal hrát šachy a vrátil se ke svému skromnému životu.
V únoru 2024 mu FIDE zpětně udělila čestný titul velmistra.

## Život

### Mládí a uvedení kSiru Umarovi
I když přesné datum narození Sultana Khana není známo, podle Kinga se narodil v roce 1905, a to do chudé muslimské rodiny žijící v obci Mitha Tiwana vzdálené asi 500 kilometrů severozápadně od Nového Dillí, odlehlé části Paňdžábu, tehdy části Britské Indie (dnes Pákistán). Byl jedním z 10 bratrů, přičemž jeho otec Nizamuddin byl náboženským vůdcem tamní komunity. Sultan Khan se naučil nazpaměť celý Korán, náležel mu tedy čestný titul háfize. Zda však obdržel nějaké další vzdělání, není jasné. Šachy jej naučil hrát jeho otec v Sultanových devíti letech, nicméně se jednalo o indickou verzi šachu.
Jak později Sultan Khan uvedl, otec své syny do hraní šachu nutil, podle Kinga byl Khanův vztah se svým otcem napjatý. I tak byl Sultan Khan již ve svých 21 letech považován za nejlepšího šachistu v Pandžábu. V té době si jej všiml bohatý plukovník Sir Umar Hayat Khan, který Sultana Khana vzal do své domácnosti s myšlenkou naučit jej evropskou verzi šachu. Ze začátku se však dostával do potíží, často nechával svého krále dlouho nekrytého, musel se také naučit úplně nové pozice v koncovce. Zároveň si musel navyknout na hraní na čas. K tomu, aby se Sultan Khan západním šachům naučil, zaměstnal Sir Umar 3 indické šachisty: Kišana Lal Sardu, který byl považován za nejlepšího indického šachistu 20. let, Gurubakše Raie a Ramsucha Kaka.

### Mistrovství Indie a odjezd do Londýna
Prvním turnajem, kterého se Sultan Khan zúčastnil a o kterém existují písemné zmínky, byl turnaj v roce 1926 v Šimle, který Sultan Khan vyhrál. O rok později ve finále turnaje v Dillí, který Sir Umar sponzoroval, porazil svého trenéra/partnera Gurubakše Raie, a i to Sira Umara přesvědčilo, že Khan byl připraven na větší výzvu. V roce 1928 se tak zúčastnil Mistrovství Indie v Dillí (All-India Championship). Prvních 8 partií vyhrál, a když už bylo rozhodnuto, v posledním 9. kole remizoval se S. V. Bodasem. Získal tedy 8½ bodu z 9. Porazil i V. K. Khadilkara, prvního Inda, který hrál na britském šachovém šampionátu (v roce 1924) a jenž byl jedním z nejlepších indických šachistů tehdejší doby. V pátém kole si také zahrál s N. J. Roughtonem, jediným neindickým hráčem v turnaji. V tomto turnaji měl Sultan Khan z devíti partií 6krát bílé a 3krát černé figury.
V témže a následujícím roce vyhrál Sultan Khan ještě několik menších turnajů v Indii, než se s Sirem Umarem vydali do Anglie. Z Bombaje dorazili do Londýna 26. dubna 1929. Sultan Khan se ihned objevil v britském denním tisku. Dva dny po příjezdu, tedy 28. dubna, si Sultan Khan zahrál v St John's Wood ve Westminsteru v simultánce proti bývalému mistrovi světa Capablancovi – a jako jeden ze tří (z 35) vyhrál. Sultan Khan a Sir Umar byli po dobu svého pobytu v Londýně členy prestižního šachového klubu Imperial Chess Club, pobývali v hotelu ve West Endu.
Měsíc po Sultanově příjezdu byl pro něj v šachovém klubu The Gambit uspořádán tréninkový turnaj. Zúčastnili se jej Khan, A. G. Conde, Fred Yates a William Winter. S Condem skončil Sultan Khan s 1½ body poslední, vyhrál a remizoval pouze jednou (s Condem). Podle Sunnucksové byl Khanův neúspěch zapříčiněn nedostatkem zkušeností (s turnaji) a neznalosti šachové teorie, King jeho zahájení označil za mizerná (v originále poor). Blížil se britský šampionát, a i přes tento špatný výsledek na tento turnaj od Britské šachové federace dostal Khan pozvánku – přesvědčily je zejména Khanovy úspěchy v Indii, a i přímluva Sira Umara a jeho přítele Johna Allsebrooka Simona, člena Dolní sněmovny. Následně jej Winter a Yates na tento turnaj připravovali a trénovali s ním.

### Britské mistrovství vRamsgate a odjezd do Indie
Turnaj probíhal od 29. července do 9. srpna 1929 v budově gymnázia Chatham House v pobřežním městě Ramsgate, účastnilo se jej 12 hráčů. Sultan Khan byl ubytován v židovském penzionu, kde bydlel společně s Harrym Golombkem, který hrál v nižší sekci turnaje. První dvě kola se Khanovi nepovedla, první partii prohrál s 60letým Francisem Hamondem, a druhou remizoval. Následující tři partie však vyhrál, a po 6. kole, kde remizoval, byl Sultan Khan se 4 z 6 bodů na průběžném děleném 3. místě, a to za F. Hamondem a R. Michellem, kteří měli o půl bodu víc. Další dvě kola Khan vyhrál, a po 8. kole se tak dostal do vedení turnaje. V devátém kole porazil právě R. Michella, a v 10. kole se utkal s původním favoritem turnaje, Williamem Winterem, tedy se svým trenérem, kterému se však příliš nedařilo a měl pouze 5 bodů z 9 (Khan o dva víc). I tak byl paradoxně, Winter stále považován za favorita, ve vyhrané pozici však udělal hrubou chybu a partie skončila remízou. V posledním kole mu tedy stačila jen remíza, a tak i partie s Arthurem Evou skončila. Khan tedy turnaj s 8 z 11 bodů šampionát vyhrál, a to k překvapení všech. Stalo se tak poprvé, kdy šachista pocházející z britských kolonií šampionát vyhrál.
Reakce na Khanovo vítězství byly smíšené. Například Winter později napsal, že Khan „měl obrovské štěstí“ (v orig. „It must be confessed that he was extremely lucky.“), britský tisk také zmiňoval nepřítomnost britské šachové špičky na turnaji – George Alana Thomase a Freda Yatese, kteří hráli na turnaji v Karlových Varech. I když si ostatní hráči stěžovali na vedro, Sultana Khana trápil studený vítr a déšť. V Indii se předtím nakazil malárií, v Ramsgate však i přes vysoké horečky odmítl z turnaje odstoupit. V té době neměl Khan v podstatě žádný šachový repertoár a zahájení podle Kinga hrál špatně, ale ve střední hře a koncovce byl značně lepší. Indický tisk byl Khanovým vítězstvím nadšen.
Po vítězství se Khan vrátil do Londýna, kde 28. září v hotelu na Park Lane odehrál simultánku. Z 33 partií Sultan Khan 26 vyhrál, 3 remizoval a 4 prohrál. Porazili ho W. M. Brown, F. W. Chambers, E. Irving (šachový korespondent The Illustrated London News) a Charles Wreford-Brown (bývalý kapitán anglického fotbalového týmu, v roce 1924 se zúčastnil 1. neoficiální šachové olympiády v Paříži). O týden později odehrál další simultánku, kde prohrál 5 partií. Následně se ale se Sirem Umarem musel vrátit do Indie, a 27. listopadu odjeli z Londýna do Bombaje.

### Návrat do Londýna a turnaj ve Scarborough
Do Londýna se se Sirem Umarem vrátili 11. dubna 1930, tentokrát si Sir Umar pronajal dům u Regent's Park. Hned následující den později Sultan Khan odehrál za svůj klub zápas proti Siru Richardu Barnettovi (bývalý člen Dolní sněmovny, irský šachový šampion) z klubu National Liberal Club. Dne 20. května odehrál partii proti W. Veitchovi v zápase jeho klubu proti klubu Lorda Kylsanta. V tu dobu Sultan Khan dál trénoval, například s Geraldem Abrahamsem (s ním se předtím utkal na britském šampionátu v Ramsgate).
Jako úřadující britský šachový šampion byl Sultan Khan pozván na mezinárodní turnaj ve Scarborough, který se konal od 23. června do 4. července. Ze zahraničních hráčů se zúčastnili Rubinstein, Maróczy, Grünfeld, Colle, Ahues a Věra Menčíková, z britských Sultan Khan, Yates, Thomas, Winter, E. G. Sergeant a R. Michell. Khan posledních 11 měsíců na žádném turnaji nehrál, a tento turnaj měl tak být testem jeho šachové síly.
V prvním kole porazil E. G. Sergeanta, v druhém kole se však utkal s Akibou Rubinsteinem, jedním z nejlepších hráčů světa tehdejší doby. Khan partii po dlouhém odolávání o půlnoci prohrál. Ve třetím kole porazil Freda Yatese, další kolo vyhrál proti úřadujícímu německému šampionovi Carlu Ahuesovi, a průběžně byl tak společně s Collem s 3 body třetí, půl bodu za Rubinsteinem. V pátém kole Khan prohrál s 60letým Gézou Maróczym, v šestém porazil mistryni světa v ženském šachu Věru Menčíkovou, v sedmém prohrál v prohrané pozici na čas s Winterem a byl tak na průběžném děleném 3. místě se 4 body. V osmém kole porazil George Alana Thomase, v devátém remizoval s Ernstem Grünfeldem. V předposledním kole prohrál s lídrem turnaje Edgardem Collem, když nevhodně obětoval figuru. V posledním kole porazil R. P. Michella a celkově tak skončil 4., za Collem, Maróczym a Rubinsteinem. Skončil však před Grünfeldem, Thomasem či Yatesem.
Turnaj se tak jevil jako výborná příprava na mezinárodní turnaj družstev v Hamburku (později šachová olympiáda), který začínal již za týden.

### Šachová olympiáda vHamburku a turnaj vLutychu
Od 13. do 27. července se v Hamburku v budově Veliké lóže zednářské v Německu konala 3. šachová olympiáda. Zúčastnilo se 18 družstev, přičemž každý tým hrál s každým. Hrálo se na čtyřech šachovnicích, každé družstvo mohlo vyslat také jednoho náhradníka. Za britský tým (pod názvem Britská říše, v orig. British Empire) hráli: Sultan Khan, Thomas, Yates, Winter a Theodore Tylor (náhradník). Favority byli Maďaři, kteří vyhráli obě předchozí šachové olympiády.
V prvním kole Sultan Khan prohrál proti německému Carlu Ahuesovi a jeho tým prohrál celkově 3 : 1. V druhém kole však vyhráli proti slabým Norům, ve třetím proti Nizozemcům (Khan porazil Henriho Weeninka). V čtvrtém kole remizoval s Rakušanem Kmochem, v pátém prohrál Dánovi Karlu Rubenovi, v šestém remizoval s Maďarem Sándorem Takácsem. V sedmém, osmém a devátém kole vyhrál, porazil Čechoslováka Amose Pokorného, španělského hráče de la Torrienteho a francouzského hráče Louise Betbedera Matibeta. Na turnaji ještě vyhrál v 11., 13., 14. a 16. kole, remizoval v 15. (proti Isaacu Kashdanovi) a 17. (proti Gideonu Ståhlbergovi) a prohrál v 10. a 12. kole (proti Rubinsteinovi, který zde získal 15 bodů ze 17 partií).
Celkově tedy na olympiádě ze 17 partií 9krát zvítězil, 4krát remizoval a 4krát prohrál, s 11 body a úspěšností 64,7 % skončil na individuálním 10. místě (z 88 hráčů). Britská výprava skončila celkově osmá, turnaj vyhrál tým z Polska před Maďarskem a Německem. Na to, že (evropské) šachy hrál teprve 4 roky a že nemohl benefitovat z šachové literatury, jelikož byl negramotný, byl Khanův výsledek na olympiádě podle Sunnucksové obzvlášť dobrý (v orig. remarkable).
Již za 3 týdny se Sultan Khan zúčastnil turnaje v belgickém Lutychu. Turnaj měl silné obsazení, silnější než ve Scarborough, a měl tak opět Khana otestovat. První tři kola vyhrál, když porazil Victora Soultanbeieffa, Henriho Weeninka a Carla Ahuese. Ve čtvrtém kole porazil v 26 tazích velmistra Franka Marshalla a vyhrál i následující dvě kola. Poté remizoval s Akibou Rubinsteinem, se kterým předtím prohrál jak ve Scarborough, tak v Hamburku. Po sedmém kole byl tak Sultan Khan s 6½ na prvním místě, a to s náskokem jeden a půl bodu před Saviellym Tartakowerem. Následující čtyři partie ale prohrál, a turnaj tak nakonec vyhrál Tartakower s 8½ body, Sultan Khan skončil druhý s 6½ body.
Podle British Chess Magazine během posledních kol turnaje měl Sultan Khan chřipku, což jej hendikepovalo. V průběhu dvou měsíců odehrál Sultan Khan 39 partií, během kterých se podle Kinga jeho zahájení významně zlepšila. Když ve Scarborough nestačil na Rubinsteina či Colleho, v Lutychu jim již byl silou roven.

### Turnaj vHastingsu 1930/31
Na přelomu let 1930 a 1931 byl plánován šachový turnaj v Hastingsu, na který byl Sultan Khan také pozván. Předtím Khan hrál a trénoval v novém klubu Empire Social Chess Club, zároveň dále hrál v zápasech za Imperial Chess Club. Sir Umar dokonce ze svých zaměstnanců vytvořil tým, aby mohli odehrát zápas proti Empire Social Chess Club. Khan prohrál proti editorovi British Chess Magazine a britskému šampionovi z roku 1912 Richardu Griffithovi. V rámci zápasu Imperial Chess Club vs. Cambridge University porazil C. H. O'D. Alexandra (později dvojnásobný britský šachový šampion a mezinárodní mistr, kryptoanalytik, jež v sekci Hut 8 pracoval na prolomení Enigmy). Dne 13. prosince odehrál v Imperial Chess Club simultánku: z 20 soupeřů všechny porazil.
Samotný turnaj v pobřežním Hastingsu probíhal od 29. prosince 1930 do 7. ledna 1931. Zúčastnilo se jej 10 hráčů: Sultan Khan, Thomas, Yates, Winter, Michell, Tylor, Menčíková, Colle, Max Euwe (budoucí mistr světa) a José Raúl Capablanca (bývalý mistr světa). Po dvou kolech byl s Capablancou Sultan Khan ve vedení, když porazil Michella a Colleho, a tak se s ním ve třetím kole utkal. Tuto partii, které přihlíželo mnoho diváků, nakonec Sultan Khan vyhrál a jeho úspěch byl, zejména proto, že Capablanca byl šachovou celebritou, vyzdvihován na titulních stranách novin. Ve čtvrtém kole pak Khan porazil Sira Thomase, a s zatím 100% úspěšností byl o 1½ bodu před Capablancou, Michellem a Euwem na prvním místě. V pátém kole prohrál s Winterem, následně porazil Věru Menčíkovou; další hrací den nestihl dohrát partii s Yatesem, ta tedy musela být přerušena a dohrána byla až po odehrání 8. kola. Po sedmém kole byl tak s Capablancou o půl bodu za Euwem. V dalším kole prohrál s Euwem, a partii s Yatesem, která se dohrávala, nakonec zremizoval. V posledním kole remizoval s Tylorem, a skončil tak celkově s 6 body třetí za prvním Euwem (7 bodů) a druhým Capablancou (6½ bodů). Obdržel cenu 8 liber.

### Zápas proti Tartakowerovi a Transatlantický zápas
Již pár dní po turnaji v Hastingsu odcestoval Sultan Khan do Rakouska, kde v Semmeringu odehrál zápas na 12 partií proti Saviellymu Tartakowerovi. Ten byl v té době na vrcholu své kariéry. Po 11 kolech, kdy oba 3krát vyhráli a 5krát remizovali, bylo skóre vyrovnané, v posledním kole však Sultan Khan vyhrál a v zápase tak skórem 6½–5½ zvítězil. Podle Kinga byly výkony obou hráčů během zápasu nekonzistentní, připisoval tomu Khanovy nevšední a špatná zahájení a Tartakowerův chybný propočet variant.
Po návratu chvíli se Sirem Umarem a Fredem Yatesem pobývali v Liverpoolu. Zde Khan odehrál další simultánku − z 25 partií jich 19 vyhrál, 4 remizoval a 2 prohrál. Poté se Khan zúčastnil Transatlantického zápasu Londýn vs. Filadelfie, hraného 21. března 1931 přes kabelové spojení, konaného v Londýně v budově Royal Automobile Club. Sultan Khan hrál proti Normanu Whitakerovi, přičemž jeho pozice byla brzy vyhraná. Ač zápas začal v 14.00 londýnského času, po 10 hodinách hraní skončila zatím jen jedna partie, zápas byl poté přerušen a výsledek nedohraných partií ujednán dohodou. Khanova partie tak skončila remízou, celý zápas vyhráli Britové 3½−2½.
V červnu téhož roku do Anglie před svým zápasem proti Euwemu přijel Capablanca, a Sir Umar tak na jeho počest 18. června uspořádal večírek, kde se s bývalým mistrem světa setkal i Sultan Khan. O tomto setkání později Capablanca napsal: „[…] Sultan Khan, bývalý šampion Velké Británie, mi vysvětlil rozdíly mezi našimi šachy a indickými šachy. […] a pravidla našich šachů se naučil až později. Skutečnost, že se i za takových podmínek dokázal stát mistrem, prozrazuje jeho genialitu v šachu.“

### Šachová olympiáda vPraze a britský šampionát ve Worcesteru
Následně se Sultan Khan přesunul do Prahy, kde se mezi 11. a 26. červencem 1931 konala 4. šachová olympiáda. Britská sestava byla následující: Sultan Khan, Fred Yates, William Winter, Sir George Thomas a Victor Wahltuch (náhradník). Sultan Khan první čtyři partie vyhrál – porazil Rubinsteina či Lotyše H. Mationse, který na olympiádě porazil Aljechina, Rubinsteina a Vidmara. V pátém kole pak Sultan Khan prohrál s Maďarem Lajosem Steinerem, v šestém porazil Čechoslováka Sala Flohra. V sedmém kole se utkal s mistrem světa Alexandrem Aljechinem, se kterým remizoval. Dále remizoval s Grünfeldem, Ståhlbergem, Kashdanem, Italem del Turcem, Bogoljubovem a de la Torrientem. Porazil Nora Christoffersena, Weeninka a Švýcara Johnera, tedy celkem ze 17 partií 8 vyhrál, 7 zremizoval a 2 prohrál, a s úspěšností 67,6 % skončil z hráčů na prvních šachovnicích na individuálním čtvrtém místě, půl bodu za Kashdanem. Britský tým vyhrál prvních šest zápasů, poté z 6 následujících zápasů jich 5 prohrál a 1 remizoval, a zbylých 6 opět vyhrál.
Již 10. srpna téhož roku, tedy dva týdny po skončení šachové olympiády v Praze, ve Worcesteru po roční přestávce započal britský šachový šampionát, který trval do 21. srpna. Od Sultana Khana se nyní, když porazil Capablancu a Tartakowera, a remizoval s Aljechinem, očekávalo obzvlášť hodně. Sir Umar dokonce prohlásil, že za tři nebo čtyři roky bude Khan připravený vyzvat na zápas mistra světa.
První čtyři své soupeře Sultan Khan porazil, a to včetně Hugha Alexandra a Stuarta Milner-Barryho (oba hráli za Cambridgeskou univerzitu, oba kryptoanalytici). V pátém kole prohrál s E. G. Sergeantem, když již v 10. tahu měl Khan o figuru méně, než jeho soupeř. V šestém kole prohrál s Georgem Thomasem, a průběžně byl tak se 4 body na 2. místě, půl bodu za Yatesem, Thomasem a Winterem. Dále remizoval s Winterem, porazil Tylora, v 9. kole pak prohrál s E. Spencerem a byl na průběžném děleném 3. místě, jeden a půl bodu za vedoucím Yatesem. Poslední dvě kola vyhrál, po 12 hodinách porazil i Yatese, i tak nakonec skončil společně s Wintrem druhý, půl bodu za Yatesem.
Následně Sultan Khan odmítl účast na turnajích v Bledu (ten začínal již 2 dny po ukončení britského mistrovství) a v Československu, a vzhledem k tomu, že v Anglii se na podzim žádné silné šachové turnaje nekonaly, Sultan Khan stejně jako předchozí rok odehrál pouze pár partií za svůj klub; odehrál také několik simultánek. Dne 13. října porazil v zápase Imperial Chess Club proti Lloyds Bank Harolda Fenceho, o den později v simultánce v Empire Social Chess Club z 23 partií 20 vyhrál, jednu remizoval a dvě prohrál (jedna z nich byla proti Golombkovi); 3. listopadu odehrál další simultánku, z 26 partií jednu prohrál a dvě remizoval. O týden později hrál za hrabství Middlesex v zápase proti Sussexu, kde jeho soupeřem byla Věra Menčíková, kterou porazil. V prosinci téhož roku do Londýna přijel Aljechin. Sir Umar na jeho počest uspořádal několik recepcí, kde se s mistrem světa setkal i Sultan Khan.

### Turnaj vHastingsu 1931/32 a mezinárodní turnaj vLondýně
Na přelomu let 1931 a 1932 se opět konal turnaj v Hastingsu. I když se nezúčastnili ani Aljechin, ani Capablanca, utkalo se zde několik silných mladých hráčů: Euwe, Flohr, Kashdan, Gösta Stoltz a Sultan Khan, dále se zúčastnili Edward Jackson, Věra Menčíková, Yates, Thomas a Michell. V prvním kole Khan prohrál s Flohrem, následně porazil Jacksona a Sira Thomase, poté remizoval se Stoltzem a Kashdanem, a po pěti kolech byl tak na průběžném děleném 3. místě, o bod za Flohrem a Kashdanem. Poté prohrál s Menčíkovou, remizoval s Euwem, prohrál proti Yatesovi a v posledním kole porazil Michella. Celkově tak skončil se 4½ body čtvrtý za vítězem Flohrem, druhým Kashdanem a třetím Euwem; za toto umístění obdržel cenu 5 liber. King zdůrazňuje, že v Hastingsu se Sultan Khan potýkal se stejnými problémy, jako dříve: pochybnými zahájeními a špatným pozičním úsudkem, naopak podle něj předvedl pro něj typickou houževnatost, zachránil také několik prohraných koncovek.
Poté se 16. ledna opět utkal s Hugh Alexandrem, proti kterému v zápase Imperial Chess Club–Cambridgeská univerzita prohrál; o týden později v rámci zápasu hrabství Middlesex proti Surrey porazil R. P. Michella. opět nastoupil za Imperial Chess Club proti Hugh Alexandrovi. Poté se zúčastnil mezinárodního turnaje Sunday Referee, který se konal od 1. do 12. února 1932 v Londýně. V prvním kole prohrál s Aljechinem, v druhém remizoval s Flohrem. Poté porazil všech 5 britských hráčů, dále remizoval s Georgem Koltanowskim a Kashdanem, porazil Tartakowera a v posledním kole prohrál s Maróczym. Celkově tak se 7½ body skončil společně s Kashdanem na děleném 3. místě, půl bodu za Flohrem a 1½ bodu za Aljechinem.

### Zápas proti Flohrovi a turnaj vCambridge
Již 22. února začal zápas Sultana Khana proti československému šachistovi Salu Flohrovi. Ten se hrál společně se zápasem Victora Buergera proti Salu Landaovi, kde Buerger, který zápas organizoval, hrál společně se Sultanem Khanem za „Britský tým“, Flohr a Landau za „Zahraniční tým“. Partie se odehrávaly v šachovém klubu Langford Club v St. John's Wood, každý zápas se hrál na šest partií. Khan první partii s bílými prohrál, druhou po špatném zahájení remizoval, v třetím kole pak Flohra porazil. Následující dvě partie skončily remízou, a rozhodla tak 6. partie, v níž Khan chyboval a prohrál. Celkový výsledek zápasu tak byl 3½–2½ pro Flohra. Celkově však britský tým vyhrál, jelikož Buerger svého soupeře porazil 4½–1½.
Dne 12. března hrál za hrabství Middlesex proti Michellovi, kterého znovu porazil. Poté se od 26. března do 2. dubna zúčastnil turnaje v Cambridge, kde hrálo celkem 7 britských hráčů a Nizozemec Johannes van den Bosch. V prvním kole porazil Sultan Khan v prohrané pozici Milner-Barryho, dál porazil H. Alexandra, remizoval s Thomasem, porazil Věru Menčíkovou, dále remizoval s Tylorem a Yatesem a po 6 kolech byl tak společně s van den Boschem na první pozici. V posledním kole ve vzájemné partii Khan černými vyhrál, a s 5½ body ze 7 tak v turnaji skončil bez porážky první, bod před van den Boschem a Alexandrem. O měsíc později, 7. května, se Sultan Khan ve finále zápasů hrabství utkal se Sirem Thomasem (za Hampshire), partie se však nedohrála, byla přerušena a výsledek rozhodnut jako remíza.

### Turnaj vBernu a britský šampionát
Od 16. do 30. července se ve švýcarském Bernu konal mezinárodní šachový turnaj, jehož se, kromě například Aljechina, Euweho či Flohra, zúčastnil i Sultan Khan. V prvním kole se Sultan Khan utkal právě s mistrem světa Aljechinem: po špatném zahájení partii prohrál. V druhém kole porazil domácího Paula Johnera, další kolo s B. Colinem prohrál. Následující čtyři partie však Khan vyhrál, v osmém kole se utkal s Euwem, se kterým po špatném zahájení remizoval. V dalších kolech Sultan Khan porazil například Hanse Johnera či Ossipa Bernsteina, dále remizoval se Salem Flohrem. Tři kola do konce turnaje byl tak s 9 body na čtvrtém místě, o půl bodu za Flohrem a Euwem (první byl Aljechin s 10 body). Poté prohrál s Bogoljubovem a 2krát remizoval, a celkově se tak s 11 body umístil právě na 4. místě. Vyhrál Aljechin před Euwem a Flohrem na děleném 2.–3. místě. Podle Kinga se na tomto turnaji Khanovi dařilo zvítězit v koncovkách, kde Khan neměl žádnou značnou výhodu. Během turnaje se hrály i partie v bleskovém šachu, bridž nebo se pro účastníky pořádaly taneční večírky, Khan se jich však neúčastnil..
Následně se v srpnu Khan zúčastnil britského šachového šampionátu, který se konal v západním Londýně. V prvním kole porazil T. H. Tylora, poté porazil C. H. O'D. Alexandra a R. P. Michella. Ve čtvrtém kole však takticky chyboval proti Edwardu M. Jacksonovi, a partii tak prohrál. Podle Kinga byly podobné hrubé chyby v případě Khana vzácností, Khan byl v partii s tehdy již 55letým šachovým veteránem jasným favoritem. Další kolo remizoval s Harrym Golombekem, poté porazil Harolda Saunderse. Po šesti kolech tak Khan figuroval na děleném prvním místě spolu s Jacksonem, půl bodu před Yatesem a Tylorem. V následujících čtyřech kolech získal 3,5 bodu, porazil mj. George Thomase a také vítěze předcházejícího britského mistrovství Fredericka Yatese. Před posledním kolem tak v průběžném pořadí Khan byl o jeden bod před Alexandrem první. V posledním kole nakonec remizoval a turnaj tak vyhrál. Druhý skončil Alexander, třetí Thomas.
Na podzim téhož roku Khan odehrál několik simultánních partií. Ve Swindon Mechanics Institute vyhrál 25 partií z 28, přičemž prohrál jen jednu, na konci října v Hampstedském šachovému klubu vyhrál 20 partií z 24 a nakonec v Plymouth zvítězil 32krát z celkových 35 partií. V Plymouthu se simultánky s Khanem zúčastnila i tehdy 13letá Rowena Bruce, která v pozdější kariéře celkem 11krát vyhrála Britský šachový šampionát žen.

### Turnaj v Hastingsu 1932/33 a šachová olympiáda ve Folkestone
Na konci roku 1932 se Khan opět zúčastnil mezinárodního turnaje v Hastingsu. V prvním a druhém kole prohrál proti Flohrovi a Pircovi, v dalších dvou kolech porazil nejprve E. M. Mackenzieho a poté Věru Menčíkovou. V pátém kole remizoval se Steinerem, poté porazil postupně Alexandra, Tylora a Thomase. V posledním kole prohrál s Michellem a na turnaji se tak umístil s 5,5 body společně se Steinrem na děleném třetí místě. Turnaj vyhrál, podobně jako v předchozím roce, Salo Flohr; druhý byl Vasja Pirc.
Postupem času slábl politický vliv Khanova sponzora, Sira Umara. Patrně z nedostatku financí se domácnost Sira Umara (kde Khan bydlel) z centra Londýna musela přestěhovat do předměstí hlavního města. Zde neměl Sultan Khan tolik příležitostí hrát šachy, z první poloviny roku 1933 proto neexistují žádné záznamy Khanových partií. Přesto se Khan stal členem nedalekého šachového klubu Kingston and Thames Valley Chess Club, jehož členem byl také jeden z Khanových častých soupeřů Reginald Michell.
Po šesti měsících bez účasti na šachových turnajích se Khan od 12. července do 23. července 1933 zúčastnil šachové olympiády ve Folkestone. Opět hrál na první šachovnici, jeho spoluhráči byli Thomas, Winter, Michell a Alexander. V prvním kole prohrál se Švédem Gideonem Ståhlbergem, v druhém kole remizoval s Flohrem. Ve třetím kole porazil Islanďana Ásgeirssona, poté remizoval s Williamem Fairhurstem (skotský tým). V pátém kole po velmi dlouhé koncovce, v níž se snažil o remízu, prohrál s mistrem světa Aljechinem. V dalším kole prohrál s Tartakowerem. Následující čtyři partie s Isaacem Kashdanem (USA), Lotyšem Fricisem Apšenieksem, Belgičanem Victorem Soultanbeieffem a Rakušanem Ernstem Grünfeldem skončily remízou. Ze zbývajících čtyř partií Khan tři vyhrál, porazil například Itala del Turca nebo maďarského hráče Lajose Steinera. Prohrál s Litevcem Vladasem Mikénasem. Celkově se britský tým na turnaji umístil s 31 body na 10. místě. První skončil tým USA, druhý tým Československa, na třetím místě skončilo Švédsko. Pro Sultana Khan byly čtyři výhry, šest remíz a čtyři prohry jeho nejhorším výsledkem na šachovém olympiádě.

### Britský šachový šampionát 1933 a návrat do Indie
V létě roku 1933 se Sultan Khan naposledy zúčastnil britského šachového mistrovství. To se konalo v prostorách šachového klubu v Hastingsu. První čtyři partie turnaje Khan vyhrál, porazil například Harryho Golombeka, C.H.O’D.Alexandera a Geralda Abrahamse. V pátém kole Khan prohrál s Williamem Winterem. V následujících kolech se Khanovi dařilo, ze zbývajících sedmi partií kromě jedné remízy s Theodorem Tylorem všechny vyhrál. Celkově tak Sultan Khan turnaj opět vyhrál, druhý skončil Tylor, třetí Abrahams. Podle Kinga však bylo startovní pole na tomto turnaji slabší než v přecházejících ročnících, zároveň ale Sultan Khan po celý turnaj dokázal udržet svou skvělou formu. Po ukončení turnaje Khanův sponzor, plukovník Sir Umar, neočekávaně oznámil, že se s největší pravděpodobností s koncem roku vrátí do Indie. S ním měla jet i jeho domácnost, jejíž byl Sultan Khan členem.
Na podzim roku 1933 Khan v Anglii odehrál ještě několik zápasů: 14. října porazil Williama Fairhursta, 28. října naposledy porazil svého rivala Williama Wintera a 25. listopadu prohrál v zápase Imperial Chess Club–Cambridgeská univerzita s J. M. Craddockem. Dne 11. listopadu v Imperial Chess Club Khan– odehrál simultánku, v níž z 26 partií žádnou neprohrál, vyhrál 21 a pět remizoval; svou poslední simultánku patrně odehrál 23. listopadu proti šachovému klubu Oxfordské univerzity. Jedenáct partií vyhrál, dvě remizoval a jednu prohrál.
Dne 29. prosince 1933 se Sultan Khan společně se slečnou Fatimou, také šachistkou, čtyřmi Umarovy služebníky a s manželkou Sira Umara v Tilbury nalodil na loď a odplul do Bombaje.

### Pozdější život
Po návratu do Indie 18. ledna 1934 odehrál Khan 21. ledna v prostorách Královského vědeckého institutu v Bombaji simultánku. Ze 37 partií 31krát zvítězil, 1 remizoval a 5krát prohrál. Poté se vrátil do rodného Pandžábu, kde žil až do své smrti. Mezi 6. až 15. únorem roku 1935 hrál Khan v Sánglí zápas proti V. K. Khadilkarovi. Z deseti partií jen v prvním kole s Khadilkarem remizoval, ostatní partie vyhrál. Podle Kinga mohla být remíza v prvním kole způsobená tím, že se Khan do Sánglí právě dopravil z Pandžábu vzdáleného téměř tisíc mil, přičemž organizátoři zápasu mu nepovolili odklad první partie. V roce 1940 odehrál několik exhibičních her ve městě Dera Ismail Khan; v roce 1955, v tehdy již pákistánském okresu Sargodha odehrál simultánku.
Miss Fatima, také šachistka a služebnice sira Umara řekla, že Sultan Khan se po svém návratu do Indie cítil, jako by byl propuštěn z vězení. Ve vlhkém anglickém klimatu byl neustále postihován malárií, nachlazením, chřipkou a krční infekcí. Sir Umar zemřel v roce 1944 a zanechal Sultanovi Khanovi malou usedlost, který tam žil po zbytek svého života. Podle Athera Sultana, Khanova nejstaršího syna, svým dětem Sultan Khan říkal, že by se svým životem měly dělat něco užitečnějšího než hrát šachy.
Zemřel dne 25. dubna 1966 v rodném okresu ve městě Sargodha na tuberkulózu.

## Šachová síla
Ve své krátké, ale oslnivé kariéře, se Sultan Khan dostal na vrchol šachového světa. Podle výpočtu Arpada Ela byla Sultan Khanova výkonnost během jeho pětiletého vrcholu ekvivalentní hodnocení Elo 2530.
V roce 1950, kdy FIDE poprvé udělila tituly mezinárodního velmistra a mistra, Sultan Khan již 15 let nehrál. Přestože FIDE některým hráčům v šachovém důchodu (například Akiba Rubinstein či Carlos Torre) tyto tituly udělila, Khan tehdy žádný titul od FIDE neobdržel. V roce 2024 Khan posmrtně obdržel čestný titul velmistra (Honorary Grandmaster).

## Některé partie
- Pravděpodobně jeho nejslavnější hrou je vítězství jako bílý proti Capablancovi v Hastingsu 1930/31: 
 1. Jf3 Jf6 2.d4 b6 3.c4 Sb7 4. Jc3 e6 5.a3 d5 6.cxd5 exd5 7. Sg5 Se7 8.e3 0-0 9. Sd3 Je4 10. Sf4 Jd7 11. Dc2 f5 12. Jb5 Sd6 13. Jxd6 cxd6 14.h4 Vc8 15. Db3 De7 16. Jd2 Jdf6 17. Jxe4 fxe4 18. Se2 Vc6 19.g4 Vfc8 20.g5 Je8 21. Sg4 Vc1+ 22. Kd2 V8c2+ 23. Dxc2 Vxc2+ 24. Kxc2 Dc7+ 25. Kd2 Dc4 26. Se2 Db3 27. Vab1 Kf7 28. Vhc1 Ke7 29. Vc3 Da4 30.b4 Dd7 31. Vbc1 a6 32. Vg1 Da4 33. Vgc1 Dd7 34. h5 Kd8 35. V1c2 Dh3 36. Kc1 Dh4 37. Kb2 Dh3 38. Vc1 Dh4 39. V3c2 Dh3 40. a4 Dh4 41. Ka3 Dh3 42. Sg3 Df5 43. Sh4 g6 44.h6 Dd7 45.b5 a5 46. Sg3 Df5 47. Sf4 Dh3 48. Kb2 Dg2 49. Kb1 Dh3 50. Ka1 Dg2 51. Kb2 Dh3 52. Rg1 Sc8 53. Vc6 Dh4 54. Vgc1 Sg4 55. Sf1 Dh5 56. Ve1 Dh1 57. Vec1 Dh5 58. Kc3 Dh4 59. Sg3 Dxg5 60. Kd2 Dh5 61. Vxb6 Ke7 62. Vb7+ Ke6 63.b6 Jf6 64. Sb5 Dh3 65. Vb8 1–0 černý se vzdal.[83]
- Liège 1930 – výhra černými proti rusko-belgickému hráči Victorovi Soultanbeieffovi: 
 1.d4 Jf6 2. Jf3 b6 3.c4 e6 4.g3 Sb7 5. Sg2 Sb4+ 6. Sd2 Sxd2+ 7. Jbxd2 0-0 8. 0-0 c5 9. Dc2 Jc6 10.dxc5 bxc5 11.e4 Dc7 12. Vfe1 d6 13. Vac1 h6 14.a3 Jd7 15. Dc3 a5 16. Jh4 g5 17. De3 Dd8 18. Jhf3 De7 19.h3 Vab8 20.b3 Sa8 21. Jb1 Jde5 22.a4 Jxf3+ 23. Sxf3 Jd4 24. Sd1 f5 25.exf5 Vxf5 26. Vc3 Vbf8 27. Vf1 Vf3! 28. Sxf3 Vxf3 0–1 bílý se vzdal.[84]
- V této partii z Liège 1930 se dlouhodobý americký šampion Frank Marshall jako černý pokouší přidat Sultana Khana do svého dlouhého seznamu poražených, ale Sultan Khan se jednoduše brání.[85] Jeho životopisec tuto partii označuje slovy „nádherný příklad sebeovládání pod tlakem“:[86] 
 1. e4 e5 2. d4 exd4 3. Dxd4 Jc6 4. De3 Jf6 5. Jc3 Se7 Coles píše: „Nevědomky si vybral jeden z nejnebezpečnějších zahájení proti mistrovi s výbornou schopností otevřených zahájení, a jak bude vidět, Marshall je psychologicky neschopný odolat pokusu brilantně zvítězit proti tomuto nezkušenému soupeři.“[87] 6. Sd2 d5 7. exd5 Jxd5 8. Jxd5 Dxd5 9. Je2 Sg4 10. Jf4 Dd7 11. f3 0-0-0 12. 0-0-0 (vyhýbá se komplikacím po případném 12.fxg4 Bh4+) 12... Vhe8?? Marshall trvá na obětování, místo aby ustoupil se střelcem. 13. fxg4 Sb4 14. Df2! nehraje 14. Db3??, protože Dxd2+! 15. Vxd2 Ve1+ a mat v následujícím tahu. 14... Sc5 15. Df3! umožňuje královně jít na d1, pokud by černý znovu dámu obětoval. 15... Ve3 16. Dd5! nikoliv hrubá chyba 16. Sxe3?? pro Sxe3+ a černý by byl vyhraný. 
 Po 16... Dxd5 17. Jxd5 Vxd5 18. Sc4! by měl bílý kvalitu navíc. 16... De7 17. Df5+ Kb8 18. Jd3 Vdxd3 „Stejné jako rezignace.“ 19. Sxd3 Jd4 20. Dxh7 a6 21. Sxe3 Dxe3+ 22. Kb1 Jc6 23. De4 Dh6 24. c3 Sd6 25. h4 Je5 26. Sc2 De6 1–0 černý prohrál na čas.[86]